# Ситнік Владислав Анатолійович
Владислав Анатолійович Ситнік (сценічне ім'я Влад Ситнік, народився 17 серпня 1990, Луганськ) — український співак (баритон), Золотий голос України. Виконавець  crossover та естрадної музики.
Переможець міжнародного пісенного конкурсу «Слов'янський базар — 2017» у Вітебську в Білорусі.
Амбасадор Української асоціації футболу

## Життєпис
Почав співати з 6 років. У 10 років заспівав на звіті Луганської області в Києві. З того часу, почав співати з симфонічним оркестром.
Закінчив Луганський інститут культури та мистецтв за класом «Академічний вокал», соліст Луганської обласної філармонії. Крім того, бере участь в інститутських виставах.
Переміг у більш ніж 15 вокальних конкурсах.
У віці 14 років він та ще чотири обдаровані дитини відвідали Париж за запрошенням актора Жерара Депардьє.
2010 року взяв участь в російському конкурсі виконавців романсу «Романсіада», де посів третє місце і був відзначений особистою премією Миколи Баскова.
2011 року став учасником шоу «Голос країни» у складі команди Олександра Пономарьова. Дійшов до суперфіналу, де за результатами глядацького голосування посів третє місце.
На проєкті «Голос країни» співав дуетом з Тамарою Гвердцителі («Скрипка грає») та Олександром Пономарьовим («Я буду ангел твій»).
За час участі у проєкті виконав хіти Андреа Бочеллі, Сари Брайтман, Брюно Пельтьє та гурту «Il Divo».
2017 року дав перший великий сольний концерт «Для тебе», який відбувся в Жовтневому палаці Києва.
Займався тайським боксом, грає у більярд, боулінг.

## Участь у проєкті «Голос країни»
Під час «виступу наосліп» Влад виконав одну з найвідоміших пісень Брюно Пельтьє з французького мюзиклу «Нотр-Дам де Парі» — «Le temps des cathedrales» та став одним з небагатьох учасників, до якого розвернулися усі чотири зіркові тренери, але хлопець обрав Олександра Пономарьова, творчістю якого захоплювався ще з дитинства.
Під час першого «командного» етапу — «музичного двобою», за право потрапити на прямі ефіри змагався з вокалістом з Рівненщини Миколою Бобриком. В дуеті хлопці виконали хіт «Without you» іспанською мовою. Рішенням зіркового тренера Олександра Пономарьова та його команди змагання в проєкті продовжив Влад.
На першому прямому ефірі Влад продовжив вже складену ним традицію виконувати відомі зарубіжні хіти, виконавши пісню «Time to say goodbye» з репертуару Андреа Бочеллі та Сари Брайтман. Співак отримав схвальні відгуки зіркових тренерів та став лідером глядацького голосування у своїй команді.
У наступному прямому ефір Влад виконав пісню рок-гурту «Арія» — «Беспечный ангел» і знову отримав схвалення тренерів та став лідером глядацького голосування у команді Олександра Пономарьова.
У п'ятому ефірі Влад виконав одну з пісень-візитівок російського співака Олексія Глизіна «Поздний вечер в Сорренто» та став абсолютним лідером глядацького голосування, «побивши» всі попередні рекорди проєкту.
У чвертьфіналі проєкту він виконав класику радянської естради — пісню «Мелодия» з репертуару Мусліма Магомаєва, а також заспівав дуетом з зірковою гостею ефіру — Тамарою Гвердцителі — пісню «Скрипка грає», що є українською класикою. І знову Влад став лідером глядацького голосування у своїй команді.
У півфіналі співак виконав романтичну пісню українського співака Павла Табакова «Ти моя». Олександр Пономарьов 70 % віддав Владу Ситніку, а 30 % — Катерині Грачовій. Глядачі також віддали перевагу Владу (50,78 %).
У фіналі Влад виконав хіт Андреа Бочеллі «Because we believe» та заспівав пісню разом зі своїм зірковим тренером Олександром Пономарьовим «Я буду ангел твій». В ході глядацького голосування Влад посів третє місце, отримавши 23,76 % голосів.

## Перемога на «Слов'янському базарі 2017»
Представляв Україну на міжнародному музичному фестивалі «Слов'янський базар — 2017» у Вітебську в Білорусі. Став переможцем конкурсу, посівши 1 місце.

## Нагороди та досягнення
- 100 успішних українців 2021[8].
- Лауреат премії Cabinet Boss. ТОР-50 в номинації «Кращий виконавець в напрямку crossover»[9].
- Амбасадор Українська асоціація футболу[10].

### Кліпи
- In love we rise
- Не шукай
- Влад Сытник - Синяя вечность
- You raise me up
- Соколята
- Прости
- Актриса
- Для тебе
- Утро без тебя
- Vlad Sytnik & Renata Shtifel - Have Yourself A Merry Little Christmas

### Концерти
- сольний концерт «Для тебе»
- We are the Champions | Влад Ситнік | 30 років Українській асоціації футболу
- Людина року - 2020. Влад Ситнік - In love we rise
- You raise me up. Человек года — 2018
- Соколята. Слов'янський базар
- Гімн України. Суперкубок України 2020
- Влад Сытник и Роза Рымбаева «Любовь настала»
- Из трех времен. Вечер памяти Н.Мозгового
- За того парня
- Влад Сытник и Надежда Мейхер «Quizas»
- Танго победы
- Нам не жить друг без друга
- Влад Сытник и Юлия Гончарова «Как жизнь без весны»
- Ты моя мелодия
- Чертово колесо
- День победы
- Влад Ситнік feat. Євген Хмара - Минає день

### Виступи на «Голосі країни»
- Le temps des cathedrales
- Without you
- Time to say goodbye
- Мелодия
- Скрипка грає
- Ти моя
- Because we believe
- Я буду ангел твій